# Circle Jerks
Circle Jerks ist eine kalifornische Hardcore-Band, die 1979 in Los Angeles gegründet wurde. Zu den Gründungsmitgliedern gehören der ursprüngliche Sänger von Black Flag, Keith Morris, und Redd-Kross-Gitarrist Greg Hetson.

## Bandgeschichte
Bereits kurz nach ihrer Gründung veröffentlichte die Band 1980 auf Frontier Records ihr erstes Album Group Sex, das bei einer Spielzeit von etwa 16 Minuten 14 Songs enthielt. 1981 war ein Auftritt der Gruppe im Dokumentarfilm The Decline of Western Civilization zu sehen. Es folgten vier weitere Alben und mehrere Besetzungswechsel (die Gründungsmitglieder Roger Rogerson und Lucky Lehrer wurden 1983 durch den späteren Danzig-Drummer Chuck Biscuits sowie den Bassisten Earl Liberty ersetzt, die wiederum bereits 1984 Keith Clark und Zander Schloss wichen) trennte sich die Gruppe 1989, als Greg Hetson sein Engagement bei Bad Religion intensivierte. Nach seiner Entlassung bei Megadeth hatte Chris Poland kurzzeitig Bass in der Band gespielt, den ausgestiegenen Zander Schloss ersetzend.
Mitte der 1990er-Jahre fand die Gruppe wieder zusammen und veröffentlichte nach einer Vertragsunterzeichnung bei dem Major Label Mercury Records 1995 das Album Oddities, Abnormalities and Curiosities, auf dem beim Song I Wanna Destroy You Debbie Gibson als Backgroundsängerin zu hören ist. Bereits 1996 trennten sich die Circle Jerks wieder. 1997 legte Epitaph Records mehrere Alben neu auf.
Von 2001 bis 2011 spielte die Band in der Besetzung Morris (Gesang), Hetson (Gitarre), Schloss (Bass) und Kevin Fitzgerald (Schlagzeug) wieder gemeinsam, allerdings wurde seit Oddities, Abnormalities and Curiosities kein Studioalbum mehr aufgenommen. 2011 kam es zum Streit zwischen Morris und dem Rest der Band um die Qualität von neuem Songmaterial, und weitere Aktivitäten der Gruppe wurden auf Eis gelegt.
2019 reformierten Morris, Hetson und Schloss die Band anlässlich des 40. Jahrestages der Gründung und kündigten für 2020 eine Tournee an, die aber wegen der weltweiten Covid-19-Epidemie verschoben werden musste. 2021 wurde die Ergänzung der Bandbesetzung um den ehemaligen Danzig- und Queens-of-the-Stone-Age-Schlagzeuger Joey Castillo bekanntgegeben.
Keith Morris spielte abgesehen von Black Flag und den Circle Jerks auch in einer Band namens Midget Handjob und seit 2009 bei Off!; Greg Hetson war bis 2013 bei Bad Religion aktiv, wo kurzzeitig auch Schlagzeuger Lucky Lehrer spielte. Der erste Bassist der Band, Roger Rogerson, starb 1996 an einer Überdosis. Chuck Biscuits war in einer ganzen Reihe von Bands aktiv, unter anderem Ende der 1970er-Jahre bei D.O.A. und Black Flag sowie später Samhain, Red Hot Chili Peppers, Danzig, Fear und zwischen 1996 und 2000 Social Distortion. Zander Schloss ist auch als Schauspieler tätig, unter anderem spielte er 1984 in Repoman und 1988 in Tapeheads – Verrückt auf Video; Keith Clark ist heute Steuerberater.

## Rezeption
Das deutschsprachige Online-Magazin laut.de setzte die Circle Jerks 2018 in seiner globalen Liste „Die 30 besten Hardcore-Bands“ auf Platz 9.

## Diskografie
- 1980: Group Sex (Frontier Records)
- 1982: Wild in the Streets (Faulty Products)
- 1983: Golden Shower of Hits (LAX Records)
- 1985: Wönderful (Combat Core)
- 1987: VI (Relativity Records)
- 1988: Middle Class Uprising (Split-Album mit Adolescents und T.S.O.L.)
- 1992: Gig (Livealbum, Relativity Records)
- 1995: Oddities, Abnormalities and Curiosities (Mercury Records)
- 2024: Split-EP mit Descendents (Trust Records)